# 15 Days
15 Days ist ein Point-and-Click-Adventure des Bremer Entwicklungsstudios House of Tales. Der Politthriller wurde im November 2009 durch den Publisher dtp entertainment für Microsoft Windows veröffentlicht.

## Handlung
Die drei Freunde Bernard, Cathryn und Mike sind Politaktivisten und Kriminelle: Sie begehen weltweit Kunstdiebstähle und spenden die Einnahmen daraus für gute Zwecke. Inspektor Jack Stern von der „International Police“ wird von Washington nach London geschickt, um im Todesfall des britischen Außenministers James Henston zu ermitteln. Im Laufe von 15 Tagen und Nächten überschneiden sich die Wege des Trios und des Inspektors – während die drei Diebe von ihrer Londoner WG aus Vorbereitungen zum Diebstahl eines scheinbar mäßig wertvollen Churchill-Portraits treffen, gerät Stern im Zuge seiner Ermittlungen auf die Spur des Trios. Während sich die Lage für Bernard, Cathryn und Mike zuspitzt und sie nebst London auch Paris sowie einen von einem Diktator beherrschten, karibischen Inselstaat besuchen, beginnt ihre Freundschaft zu bröckeln.
Während der Spieler vordergründig die Geschicke der vier Protagonisten lenkt, nimmt das Spiel Bezug auf Themen wie Überwachungsstaat, politischen Aktivismus und Globalisierung. Laut Autor Ganteföhr wurden die politischen Anklänge als „Meta-Plot“ im Hintergrund der Geschichte integriert – im Laufe des Spieles wird es für die Handelnden zunehmend schwierig, zwischen Gut und Böse zu unterscheiden, und eigene Grundsätze müssen hinterfragt werden.

## Spielprinzip und Technik
15 Days ist ein sogenanntes 2,5D-Adventure. Charaktere, die als dreidimensionale Figurenmodelle erstellt wurden, bewegen sich vor vorgerenderten 2D-Kulissen. Mit der Maus kann der Spieler seine Spielfigur durch die Örtlichkeiten bewegen und mit den Maustasten Aktionen einleiten, die den Spielcharakter mit seiner Umwelt interagieren lassen. Der Spielcharakter kann so Gegenstände finden, sie auf die Umgebung oder andere Gegenstände anwenden und mit NPCs kommunizieren. Mit fortschreitendem Handlungsverlauf werden weitere Orte freigeschaltet; außerhalb geschlossener Räume kann sich die Spielfigur dabei über eine Landkarte schnell zu bereits besuchten Orten begeben. An über das Spiel verteilten Computern kann der Spieler für Recherchen einen simulierten Webbrowser benutzen, der Informationen zu bestimmten, vom Spiel vorgegebenen Themen enthält. Kennzeichnend für das Gameplay von 15 Days ist es, dass der Spieler die Geschichte abwechselnd aus den Perspektiven der vier Protagonisten erlebt und steuert und gelegentlich auch die Rolle von Inspektor Stern übernimmt. Im Gegensatz zu der Mehrzahl anderer Adventures gibt es in 15 Days keine Dialogoptionen; Dialoge laufen prinzipiell automatisch ab und werden durch entsprechende Filmsequenzen untermalt.
Im Spiel wird Internetrecherche simuliert, indem dem Spieler ein In-Game-Browser zur Verfügung gestellt wird, der eine Suchmaschine imitiert und zu spielrelevanten Themen Informationen liefert.

## Produktionsnotizen
Die Produktion von 15 Days dauerte ungefähr ein Jahr – deutlich weniger als die Produktion der House-of-Tales-Adventures The Moment of Silence und Overclocked. Es war das letzte vollwertige Adventure der Bremer Firma, die nach dem Weggang der Gründer Ganteföhr und Tobias Schachte nur noch ein Wimmelspiel veröffentlichte und dann vom Eigner dtp liquidiert wurde. Nachdem dtp 2012 in Insolvenz gegangen war, wurden die Rechte an 15 Days 2014 von Nordic Games erworben.
Markus Schmidt, der gemeinsam mit Tillman Sillescu den Soundtrack zum Spiel komponierte, war in der Folgezeit als Komponist für Spiele wie Anno 2070 oder Risen 3: Titan Lords tätig.

## Rezeption
15 Days erhielt gemischte Bewertungen. Die Rezensionsdatenbank Metacritic aggregiert 6 Rezensionen zu einem Mittelwert von 63. Die GameStar bezeichnete die Geschichte als „in der zweiten Hälfte [...] richtig fesselnd“ und lobte die tiefgehende Charakterzeichnung, die authentischen Dialoge und die Grafik, kritisierte aber die Rätsel als zu simpel sowie ruckelige Animationsübergänge. Das Fachmagazin Adventure-Treff stellte das hohe Erzähltempo und die trotz kleiner Schwächen gelungene Präsentation heraus, legt aber auch dar, dass die Story trotz vielversprechenden Anfangs oberflächlich bleibe und die prinzipiell interessanten Charakterbiografien für das Spielgeschehen letztendlich ohne Belang seien. Das Magazin zog das Fazit, dass 15 Days gegenüber seinen Vorgängern The Moment of Silence und Overclocked qualitativ deutlich zurückbleibe. Das Entertainmentmagazin Gamona lobte die Sprachaufnahmen und bemerkte Ansätze einer spannenden Geschichte, kritisierte aber „plumpe oder gar fehlerhafte“ Einstellungswechsel der Kamera und notierte „Fehler und Seltsamkeiten“. Das österreichische Magazin Gameswelt kritisierte Linearität und Rätselarmut des Spiels und bezeichnete es als „interaktiven Film“.